# Sylvio Lagreca
Sylvio Lagreca (Piracicaba, 16 de junho de 1895 — São Paulo, 29 de abril de 1966) foi um jogador, treinador e árbitro de futebol brasileiro.

## Carreira
Iniciou sua carreira futebolista no A.A. São Bento. Sendo campeão do Campeonato Paulista de 1914. Em 21 de julho de 1914, participou do primeiro jogo da história da seleção brasileira contra o time inglês Exeter City. E no mesmo ano, foi campeão da Copa Roca de 1914. Nas duas primeiras edições da Copa América (na época Campeonato Sul-Americano), em 1916 e 1917, atuou como jogador e treinador da Seleção Brasileira.
Na seleção brasileira, Sylvio Lagreca disputou um total de 11 partidas (15 incluindo amistosos) e marcou 1 gol.
Além de ter sido o primeiro treinador da Seleção Brasileira, foi técnico e jogador da Seleção Paulista. Foi o árbitro da primeira partida oficial do Palmeiras (Palestra Itália na época). Palestra Itália 2–0 Savoia – 24 de janeiro de 1915 (jogo amistoso) partida em que foi marcado o primeiro gol da história do Palmeiras; O autor do gol foi: Bianco Spartaco Gambini.
Pertencia ao Associação Atlética São Bento (São Paulo).
Participou de várias competições nacionais e internacionais tais como: Campeonato Paulista, Torneio Rio-São Paulo, Copa Rocca e Campeonato Sul-Americano. Nesta última, salvou a bandeira do Brasil de um incêndio que se iniciou no Estádio do Gimnasya y Esgrima, antes da partida entre Brasil e Uruguai.
Também comandou a seleção brasileira nos anos de 1935 e 1940.